# Horneophyton lignieri
Horneophyton lignieri (Kidston & Lang, 1920) E.S. Barghoorn & W.C. Darrah, 1938 es una especie de briófito fósil descrito a partir del descubrimiento de sus restos en el yacimiento paleontológico de Rhynie Chert. La reconstrucción del paleoambiente a partir de la información suministrada por el yacimiento indica que este vegetal ocupaba las riberas no inundadas o periódicamente inundadas de una laguna cercana a aguas termales en una región de clima tropical hace entre 410 y 407 millones de años, durante el periodo Pragiense del Devónico.

## Morfología
La fase de esporófito poseía un tallo aéreo, presumiblemente fotosintético al no poseer el vegetal otros órganos que pudieran serlo, presentaba división dicótoma y unos 20 cm como altura máxima y 2 mm de grosor. El epitelio del tallo poseía células muy largas con un rango de entre 400 a 600 micras en zonas cercanas a la base a más de 1000 micras en las zonas superiores. Los estomas estaban compuestos por dos células de guarda y entre 4 a 7 células acompañantes similares a las epidérmicas delimitando un poro de 23 a 26 micras de longitud y de  3 a 10 micras de ancho. El sistema conductor de los tallos aéreos era muy simple con vasos similares a traqueidas en la médula y parecidos al de otras especies contemporáneas como Rhynia. El estudio de ambos vegetales protraqueofitos, Horneophyton y Rhynia, permite concluir que la aparición del crecimiento dicótomo es anterior evolutivamente a la aparición de los primeros sistemas vasculares.
En los extremos de sus tallos se disponían unos esporangios di o tetraramificados con estomas más pequeños que en los tallos. La morfología de estos esporangios recuerda al de especies actuales de Bryophyta. Concretamente la presencia de un tejido estéril en la médula de éstos (llamado columela) rodeado de tejido productor de esporas es similar al que poseen en la actualidad las especies de anthocerotophyta, si bien en Horneophyton esta columela se divide en el seno del esporangio y en las especies actuales no lo hace. Las esporas localizadas asociadas a los esporangios eran triletas, profusamente decoradas con numerosas espínulas y de entre 40 y 50 micras de diámetro.
Estas mismas esporas han sido encontradas en multitud de yacimientos a lo largo del mundo y, desconociéndose el organismo que las producía, fueron nombradas como Emphanisporites decoratus. La abundancia de esporas en el registro fósil permite suponer que la distribución geográfica de Horneophyton era mayor que la deducida por los limitados restos fósiles de sus tejidos. Estos tejidos por poseer casi exclusivamente células parenquimáticas apenas lignificadas son poco susceptibles de fosilizarse.

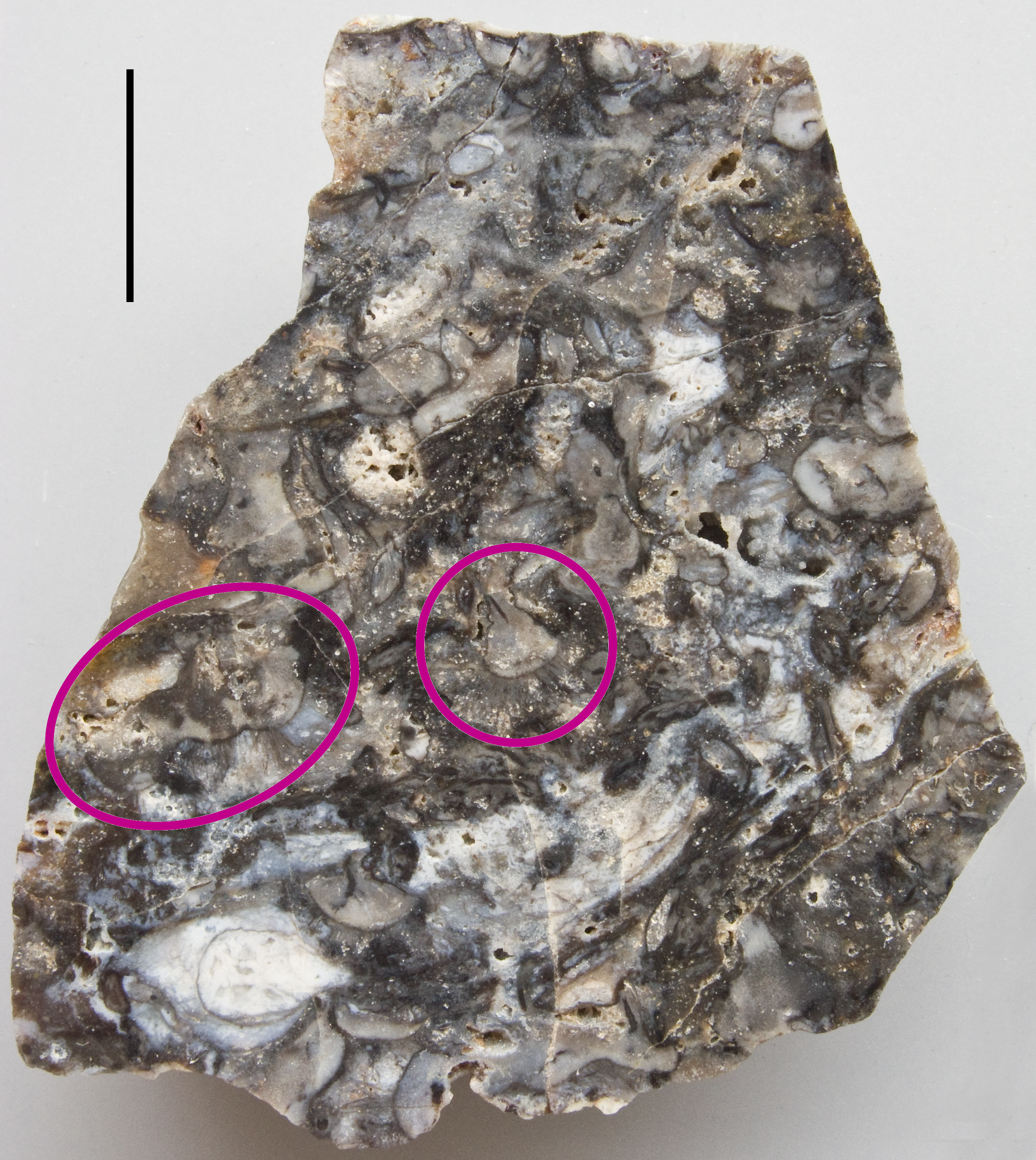
Fósil de Horneophyton lignieri procedente del yacimiento de Rhynie Chert, se muestran marcadas las impresiones de dos cormos con rizoides.

En su unión al sustrato Horneophyton lignieri poseía un rizoma, o tallo subterráneo, globuloso con multitud de rizoides. Este rizoma no poseía el sistema de vasos traqueidales del tallo aéreo sino un tejido compuesto por células parenquimáticas indiferenciadas apreciándose claramente en los fósiles la transición entre uno y otro. Una característica peculiar que presentan los restos fosilizados del rizoma de Horneophyton es la presencia entre sus tejidos de hifas no septadas de hongos que ha dado lugar a diferentes interpretaciones. Estos hongos aparecen principalmente en la zona de transición entre el tallo aéreo y el rizoma y gracias a los restos de sus hifas y de diversas esporas asociadas a ellas ha sido posible atribuirles la pertenencia a un chytridiomycota muy similar a Hyphochytrium. Sobre la presencia de estos hongos es posible, por una parte, que al igual que ocurre con otras especies actuales cercanas filogenéticamente estos vegetales presentaran relaciones de micorrizas y los hongos establecieran algún tipo de simbiosis con el vegetal. Por otra parte estas hifas no son apreciables en todos los restos y cabe la posibilidad de que un hongo saprobio llegara a los restos con posterioridad a la muerte del individuo o que se tratara de hongos parásitos.
La fase gametófito de Horneophyton lignieri ha sido identificada como Langiophyton mackiei (Remy and Hass, 1991b), especie descrita también a partir de sus restos fósiles de Rhynie Chert y muy diferente morfológicamente a esporófito. El gametófito poseía en los extremos de sus tallos gametangióforos multilobulados y arquegonióforos. Morfológicamente los gametangióforos tenían forma discoidal con gran cantidad de gametangios mientras que los esporangióforos tenían forma de copa, histológicamente ambos eran muy complejos y se han llegado a identificar vasos conductores en su seno.